# Tomas Nydahl
Tomas Nydahl (* 21. März 1968 in Linköping) ist ein ehemaliger schwedischer Tennisspieler.

## Karriere
Nydahl begann im Alter von sieben Jahren mit dem Tennisspielen. In der Juniorenkonkurrenz stand er im Finale der Swedish Indoor Junior Championships und im Halbfinale der Italian Open Juniors. Er wurde 1987 Tennisprofi und erreichte im darauf folgenden Jahr bei den Challenger-Turnieren von Bossonnens und Straßburg jeweils das Finale. 1989 stand er in Bologna an der Seite seines Landsmannes Jörgen Windahl erstmals im Finale eines ATP-Turniers, sie unterlagen dort den Spaniern Sergio Casal und Javier Sánchez klar in zwei Sätzen. In den folgenden Jahren konzentrierte er sich auf die Challenger-Tour. 1990 gewann er mit Peter Nyborg in München seinen ersten Doppeltitel auf der Challenger-Tour, ein weiterer Doppeltitel folgte im Jahr darauf in Bukarest.
1993 errang er in Emden seinen ersten Einzeltitel auf der Challenger-Tour und er stand bei den Swedish Open im Doppelfinale. In den folgenden Jahren gewann er mehrere weitere Einzel- und Doppeltitel auf der Challenger-Tour. 1997 erreichte er letztmals ein ATP-Doppelfinale, einen Titel auf der ATP World Tour konnte er nicht gewinnen. Seine höchsten Notierungen in der ATP-Weltrangliste erreichte er 1998 mit Position 72 im Einzel und 1989 mit Position 103 im Doppel.
Seine besten Einzelresultate bei Grand-Slam-Turnieren waren Zweitrundenteilnahmen bei den Australian Open und den French Open. Im Doppel stand er 1989 in der dritten Runde von Wimbledon.

## Finalteilnahmen
| Legende                       |
| Grand Slam                    |
| Tennis Masters Cup            |
| ATP Masters Series            |
| ATP International Series Gold |
| ATP International Series      |

### Doppel
| Nr. | Datum | Turnier  | Belag   | Partner             | Finalgegner                 | Ergebnis      |
| --- | ----- | -------- | ------- | ------------------- | --------------------------- | ------------- |
| 1.  | 1989  | Bologna  | Sand    | Jörgen Windahl      | Sergio Casal Javier Sánchez | 2:6, 3:6      |
| 2.  | 1993  | Båstad   | Sand    | Brian Devening      | Henrik Holm Anders Järryd   | 1:6, 6:3, 3:6 |
| 3   | 1997  | Shanghai | Teppich | Stefano Pescosolido | Maks Mirny Kevin Ullyett    | 6:7, 7:6, 5:7 |